# Danny Fiszman
Daniel David Fiszman (ur. 9 stycznia 1945, zm. 13 kwietnia 2011) – handlarz diamentami i dyrektor Arsenalu Londyn.

## Życiorys
Fiszman urodził się w Republice Południowej Afryki jest synem belgijskich Żydów, którzy musieli uciekać przed nazistami podczas II wojny światowej. Fiszman zbił fortunę na diamentach. Należała do niego firma Star Diamonds Group z siedzibą w Londynie, której wartość wycenia się na 80 milionów £, głównie dzięki handlowi diamentami. Star Diamonds Group jest także właścicielem 16% akcji Abbeycrest, gdzie głównymi klientami są Argos i Asda.
Wartość wszystkich posiadanych przez niego akcji wyceniano na 236 milionów. Fiszman zajmował 348. miejsce na liście bogaczy czasopisma The Sunday Times (351. miejsce w 2007, 273. w 2006, 305. w 2005 i 207. w 2004).

## Życie osobiste
Fiszman mieszkał w Saint-Prex pobliżu Genewy w Szwajcaria. Jego zamiłowaniem było bieganie i latanie – był w pełni wykwalifikowanym pilotem odrzutowców.